# Demian Fiocca
Demian Fiocca ComRB (São Paulo, 1969) é um economista brasileiro. Foi presidente do Banco Nacional de Desenvolvimento Econômico e Social (BNDES) durante o governo Lula.
Formou-se em economia pela Universidade de São Paulo. Tem um mestrado da mesma instituição.
De 2000 a 2003 trabalhou na Telefônica como economista-chefe e assessor da presidência do grupo. Foi depois economista-chefe do HSBC do Brasil.
Foi editorialista de economia do jornal Folha de S.Paulo e pesquisador do Instituto de Estudos Econômicos, Sociais e Políticos de São Paulo, IDESP.

## Carreira política
Serviu no Ministério do Planejamento onde foi em 2003 secretário de assuntos internacionais e depois em 2004, chefe da divisão de conselho econômico.

### Presidência do BNDES
Em dezembro de 2004, foi designado por Luiz Inácio Lula da Silva sucessor de Darc Antonio da Luz Costa como vice-presidente do Banco Nacional de Desenvolvimento Econômico e Social (BNDES), à época sob presidência de Guido Mantega e tendo Luiz Fernando Furlan como ministro do Desenvolvimento. No ano seguinte, foi condecorado pelo presidente Lula com a Ordem de Rio Branco no grau de Comendador suplementar.
Em 2006, assim que Guido Mantega foi exonerado do cargo para tornar-se Ministro da Fazenda, Lula nomeou Fiocca como 32.º Presidente do BNDES. Na vice-presidência do banco, assumiu Armando Mariante Carvalho Júnior.
Foi exonerado da presidência em abril de 2007. Foi substituído por Luciano Coutinho.

### Outros cargos
Em 2007 trabalhou na Companhia Vale do Rio Doce durante sua mudança de nome para Vale S.A., onde foi diretor executivo de gestão e sustentabilidade.
Foi presidente do banco Nossa Caixa antes de sua incorporação pelo Banco do Brasil ao final de 2009.
É autor do livro A Oferta de Moeda na Macroeconomia Keynesiana (Paz e Terra, 2000).
Em 2024 assumiu o cargo de vice-presidente de finanças do Clube de Regatas do Flamengo.